# Miljan Pušica
Miljan Pušica (Prijepolje, 30 de junio de 1991) es un jugador de balonmano serbio que juega de lateral izquierdo en la RK Vojvodina. Es internacional con la selección de balonmano de Serbia.

## Palmarés

### Vojvodina
- Liga de Serbia de balonmano (4): 2013, 2014, 2023, 2024
- Supercopa de Serbia de balonmano (2): 2013, 2014

## Clubes
| Club              | País     | Año         |
| ----------------- | -------- | ----------- |
| Estrella Roja     | Serbia   | 2010 - 2012 |
| RK Vojvodina      | Serbia   | 2012 - 2014 |
| Orlen Wisła Płock | Polonia  | 2014 - 2017 |
| TSV GWD Minden    | Alemania | 2017 - 2022 |
| RK Vojvodina      | Serbia   | 2022 - Act. |